# 无知
無知（英語：Ignorance）即對知識的匱乏。 英文當中，與同源的詞匯是用於表達某人對某事沒有感知的形容詞，但時常被誤用作指某人刻意忽視或漠視某個重要資訊或事實的情況。在美國，另一個詞匯（字面意思即「無知的人」）被較爲廣泛地用作指代故意否定事物而表現得無知之人。儘管無知和愚蠢都會導致不明智的舉動，其二者仍然有著本質上的差別。
作家托馬斯·品欽在論證個人之無知的範疇與結構時表示：「無知并非衹是某個人心理地圖上的一塊空白。相反，就我所知，無知擁有輪廓、連貫性甚至是運作規則。就關於我們所知的事物進行寫作而言，爲了寫出一篇佳作，我們或許應該去熟悉自己的無知以及其中的種種其它可能。」
法學中的理論「不知法律不免責」（Ignorantia juris non excusat）是指「對法律的無知并非刻意赦免的理由」。此種觀點主張法律同樣適用於那些不知法律存在的人。